# وردة لإيميلي
وردة لإيميلي (بالإنجليزية: A Rose for Emily)‏هي قصة قصيرة للكاتب الأمريكي ويليام فوكنر تم نشرها 1930, تجري احدث هذه القصة في مدينة جيفرسون وهي مدينة خيالة من صنع الكاتب في ولاية ميسيسبي، وتعد أول قصة للكاتب تم نشرها في مجلة ناشونال.
وضح ويليام فوكنر سبب اختياره لهذا العنوان بأنه عنوان مجازي لقصة عن امرأة عانت من مأساة لا نهاية لها، وقد اظهر الشفقة عليها وان هذه الوردة بمثابة تحية لها.

## الحكاية
استخدم الكاتب أسلوب سيل الوعي في سرد القصة، تبدأ هذه القصة بجنازة كبير للأنسة ايميلي، التي لم يدخل بيتها طوال ثلاثين عام سوى خادم زنجي (توبي), بالرغم من أن بيتها قديم الا انه كان في مضى من أفخم البيوت في البلدة. علاقة الناس مع ايميلي علاقة فريدة من نوعها منذ رفضها لدفع الضرائب المترتبة عليها، لكن مع مرور الزمن لم يوافق الجيل الجديد على رفض الأنسة ايميلي لدفع الضرائب فتوجهوا إليها لمطالبتها بدفع الضرائب لكنها انكرت ما عليها فوبختهم وطردتهم من المنزل. قبل ثلاثين عام شعر جامعو الضرائب برائحة كريهة بعد موت والد ايميلي بسنتين، ويذكر ان والد ايميلي رفض جميع الشبان الذي تقدموا لخطبتها بحجة ان لا أحد منهم ضمن مستواها، وبعد اختفاء حبيبها (هومر بارون) بسنتين ازدادت تلك الرائحة الكريهة، وازدادت شكاوى الجيران لكن السلطات لم تجرؤا على مراجعة الانسة ايميلي نظرا لظروفها، ولذلك قاموا بنشر مادة الجير في حديقتها حتى اختفت الرائحة نهائياً.
شعر الناس بالاسف على ايميلي لان والدها مات وترك لها البيت ولكن بدون مال. وعندما مات أبوها رفضت ايميلي الاعتراف بان والدها مات الا بعد مرور ثلاثة أيام على موته. لكن أهل البلدة لم يظنوا انها جنت، بل اعتقدوا انها شعرت بالصدمة لموت والدها. ويعود الراوي إلى الخلف وذلك بعد وفاة والدها كانت اميلي قد بدأت بمواعد هومر بارون، الذي كان يعمل في مشروع بناء في البلدة. انزعج أهل البلدة من تلك العلاقة حتى انهم قاموا باستدعاء اقاربها من الخارح الإيقاف هذه العلاقة.
وفي أحد الايام قامت ايميلي بشراء بعض السموم من محل الادوية.وقد بدأ الناس بالظن ان هومر بارون قام بهجرها وانها تخطط للانتحار. وحين تقوم اميلي بشراء بعض ملابس وأغراض الرجال ظن الناس انهم يريدون الزواج، وبعدها يختفي هومر بارون وبعد اختفاءه، يقوم اقاربها بمغادرة القرية، ولكن هومر بارون يعود مرة أخرى ليشاهد لأخر مرة يدخل منزل ايميلي.وخلال سنوات كثيرة لم تغادر ايميلي منزلها الا لمرات نادرة جدا حيث كانت تقوم بتعليم الرسم، بعدها تتقدم ايميلي بالعمر ويتحول لون شعرها للرمادي ويزداد وزنها، وأخيراً تموت في الطابق السفلي من بيتها والذي لم يدخله ضوء الشمس منذ سنوات. وتعود الاحداث من حيت بدأت أي إلى جنازتها. حيث يغادر خادمها الزنجي من الباب الخلفي للأبد. وبعد أن قام الناس بدفنها قام أهل البلدة بدخول بيتها إلى الطابق العلوي الذي كان مغلق منذ ثلاثين عام. حيث عثر أهل البلدة على جثة هومر بارون متعفنة وملتصقة بالسرير وبعض الشعر الطويل بجانبه.

## وصلات
- ويليام فوكنر